# Comptonella drupacea
Comptonella drupacea är en vinruteväxtart som beskrevs av André Guillaumin. Comptonella drupacea ingår i släktet Comptonella och familjen vinruteväxter. Inga underarter finns listade i Catalogue of Life.